# Live and Dangerous
Live and Dangerous — концертный альбом ирландской хард-рок-группы Thin Lizzy, вышедший в 1978 году. Сюда вошли записи с концертов в Hammersmith Odeon (Лондон) 14 ноября 1976 года и Seneca College (Торонто) 28 октября 1977 года.
Группа решила выпустить концертный альбом после того, как у их продюсера Тони Висконти не хватило времени для работы над полноценной студийной сессией. Они прослушали различные архивные записи с предыдущих туров и собрали альбом из лучших версий. В начале 1978 года в Париже к концертным записям были сделаны различные студийные наложения. Несмотря на споры о том, сколько материала было доработано впоследствии, он получил признание критиков и был назван несколькими источниками одним из самых популярных концертных рок-альбомов всех времён. В 2015 году альбом вошёл в рейтинг «50 величайших концертных альбомов всех времён», составленный журналом Rolling Stone.

## История записи

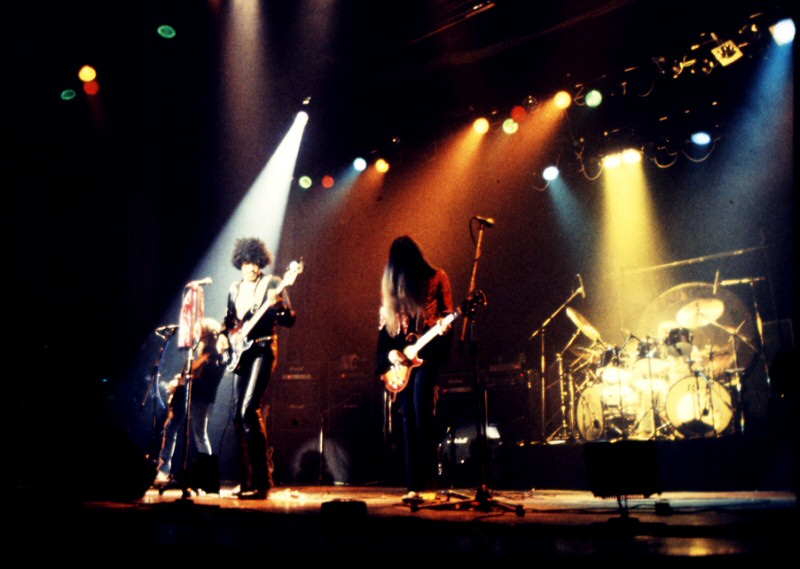
Осло, Норвегия, 1977 год

Первоначально Thin Lizzy хотели записать студийный альбом. Плод их сотрудничества с Тони Висконти, альбом Bad Reputation, имел большой успех, и группа хотела поработать с ним вновь, однако у Висконти оказался очень плотный график работы, и у Лайнотта родилась идея в течение следующих двух недель скомпилировать концертный альбом. Хотя все критики единодушны в том, что в альбоме присутствуют студийные наложения, существуют разногласия о степени их присутствия.
Версия Висконти: «Мы слушали и слушали и слушали — 30 часов записей с разных шоу, от Торонто до Филадельфии с Лондоном! Задача выбрать что-то конкретное была серьёзная. Когда мы закончили, Фил спросил, нельзя ли кое-где подправить вокал. Мы потратили на это несколько дней, получилось очень хорошо. Плюс ко всему мы обнаружили, что Горэм и Робертсон были не на бэк-вокале практически половину альбома. Гитары, бас и вокал были заменены — лишь ударные Дауни и шум аудитории оставлены нетронутыми».
Скотт Горэм пришёл в ярость от такого заявления: «Не имею понятия, почему он так сказал, потому что это абсолютная неправда. Любой, видевший нас в те времена на сцене, подтвердит, что мы звучали так же хорошо, как и в альбоме. Да, были одно или два наложения, на этом всё. Ничего даже близко к тому, что наговорил Тони. Это действительно расстраивает меня, потому что главная фишка Thin Lizzy — это то, что мы были одной из лучших концертных групп своего времени. Этим мы и выделяемся».
Финальное микширование и наложения были сделаны в студии Studio Des Dames в Париже.
Это последний альбом Thin Lizzy с гитаристом Брайаном Робертсоном (не считая его возвращения на концертном альбоме Life). Группа начала тур в поддержку альбома, однако после первого же концерта на Ивисе между Лайноттом и Робертсоном произошёл конфликт, в результате которого последний покинул группу и совместно с экс-басистом Rainbow Джимми Бэйном сформировал группу Wild Horses. В Thin Lizzy пришёл Гэри Мур.

## Детали издания
Альбом был издан на виниловых пластинках 2 июня 1978 года и достиг 2-й позиции в британском чарте. CD-версия впервые была издана в 1996 году. 16 октября 2007 года вышел DVD Live and Dangerous, включавший выступление в лондонском Rainbow Theatre 29 марта 1978 года (отмечено, что версия «Are You Ready» полностью идентична записи в альбоме). Помимо этого, издание содержит выступление в Regal Theater 26 января 1983 года в рамках прощального тура и несколько выступлений в Top of the Pops.
В 2023 году было выпущено Super Deluxe-издание, в которое, помимо оригинального диска Live and Dangerous, вошли записи семи «живых» выступлений группы, из которых был составлен первоначальный концертный сет. Это три вечера тура в поддержку Johnny the Fox в Hammersmith Odeon в ноябре 1976 года; два — из Филадельфии и один из Торонто в октябре 1977 года (тур в поддержку Bad Reputation) плюс концерт в Rainbow Theatre в марте 1978 года (записанный после начала работы над Live and Dangerous, максимально близко соответствующий порядку песен оригинального альбома).

## Отзывы критиков
Рецензент AllMusic, Стивен Томас Эрлевайн назвал Live and Dangerous «одним из лучших двойных концертных LP 70-х» и «действительной концертной классикой», содержащей больше энергии и силы, нежели студийные альбомы. Помимо этого, он отметил «экспертный выбор песен». Журнал Kerrang! поставил альбом на 50-е место в списке «100 лучших хеви-метал-альбомов» (опубликованном в январе 1989 года); рецензент объявил альбом одним из лучших, несмотря на пресловутое присутствие возможных наложений, которые он назвал несущественными.
В XXI веке Live and Dangerous продолжает получать позитивную критику. В 2010 году альбом возглавил «Топ-40 лучших концертных альбомов» по версии сайта PlanetRock.com; в 2011 — «50 лучших концертных альбомов всех времён» по версии New Musical Express. Стюарт Бэйли в статье для журнала Classic Rock в 2011 году написал, что альбом «всё ещё держит марку в качестве прекрасно задокументированного тура» и что он «был изучен U2 и бессчётным числом других как мастеркласс по динамике концертных выступлений», возражая слухам о доработке записи.
Live and Dangerous включён в книгу 1001 Albums You Must Hear Before You Die и в редакционный список журнала Classic Rock «Концертных альбомов, которые изменили мир» 2013 года.

## Список композиций
Слова и музыка всех песен — Фил Лайнотт, если не указано иное.
| №  | Название                   | Автор(ы)                                                 | Длительность |
| -- | -------------------------- | -------------------------------------------------------- | ------------ |
| 1. | «Jailbreak»                |                                                          | 4:35         |
| 2. | «Emerald»                  | Скотт Горэм, Брайан Дауни, Фил Лайнотт, Брайан Робертсон | 4:38         |
| 3. | «Southbound»               |                                                          | 4:45         |
| 4. | «Rosalie / Cowgirl’s Song» | Боб Сигер / Брайан Дауни, Фил Лайнотт                    | 4:12         |

| №  | Название                                                      | Автор(ы)                               | Длительность |
| -- | ------------------------------------------------------------- | -------------------------------------- | ------------ |
| 1. | «Dancing in the Moonlight (It’s Caught Me in It’s Spotlight)» |                                        | 3:57         |
| 2. | «Massacre»                                                    | Скотт Горэм, Брайан Дауни, Фил Лайнотт | 2:55         |
| 3. | «Still in Love With You»                                      |                                        | 7:45         |
| 4. | «Johnny the Fox Meets Jimmy the Weed»                         | Скотт Горэм, Брайан Дауни, Фил Лайнотт | 3:44         |

| №  | Название                    | Автор(ы)                                                 | Длительность |
| -- | --------------------------- | -------------------------------------------------------- | ------------ |
| 1. | «Cowboy Song»               | Брайан Дауни, Фил Лайнотт                                | 4:58         |
| 2. | «The Boys are Back in Town» |                                                          | 4:40         |
| 3. | «Don’t Believe a Word»      |                                                          | 2:15         |
| 4. | «Warriors»                  | Скотт Горэм, Фил Лайнотт                                 | 4:00         |
| 5. | «Are You Ready»             | Скотт Горэм, Брайан Дауни, Фил Лайнотт, Брайан Робертсон | 2:55         |

| №  | Название               | Автор(ы)                                                 | Длительность |
| -- | ---------------------- | -------------------------------------------------------- | ------------ |
| 1. | «Suicide»              |                                                          | 5:10         |
| 2. | «Sha La La»            | Брайан Дауни, Фил Лайнотт                                | 5:35         |
| 3. | «Baby Drives Me Crazy» | Скотт Горэм, Брайан Дауни, Фил Лайнотт, Брайан Робертсон | 6:45         |
| 4. | «The Rocker»           | Эрик Белл, Брайан Дауни, Фил Лайнотт                     | 4:18         |

| №   | Название         | Длительность |
| --- | ---------------- | ------------ |
| 18. | «Opium Trail»    | 4:43         |
| 19. | «Bad Reputation» | 6:04         |

## Участники записи
Список составлен по сведениям базы данных Discogs.
| Thin Lizzy: - Фил Лайнотт — бас-гитара, вокал - Скотт Горэм — гитара, бэк-вокал - Брайан Робертсон — гитара, бэк-вокал - Брайан Дауни — ударные, перкуссия Приглашённые музыканты: - Джон Эрл — саксофон (в песне «Dancing in the Moonlight») - Хьюи Льюис — губная гармошка (в песне «Baby Drives Me Crazy») | Технический персонал: - Thin Lizzy — продюсер - Тони Висконти — продюсер - Уилл Рид Дик — звукоинженер - Роб О’Брайен — звукоинженер - Чалки Дэвис — фотограф, дизайнер обложки - Саттон Купер — художественное оформление |

## Дополнительные факты
- Джон Бон Джови: «Когда я впервые послушал Live and Dangerous, я услышал одну из самых будоражащих групп всех времён. <…> Он заставляет вас захотеть выйти на сцену. Мне захотелось»[44].

## Позиции в хит-парадах
| Год       | Хит-парад                              | Высшая позиция | Пребывание в чарте |
| --------- | -------------------------------------- | -------------- | ------------------ |
| 1978—1979 | Австралия (Kent Music Report)          | 20             | нет данных         |
| 1978—1979 | Великобритания (UK Albums Chart)       | 2              | 62 недели          |
| 1978—1979 | Новая Зеландия (RMNZ)                  | 17             | 9 недель           |
| 1978—1979 | США (Billboard Top LP’s & Tape)        | 84             | 15 недель          |
| 1978—1979 | ФРГ (Offizielle Top 100)               | 41             | 2 недели           |
| 1978—1979 | Швеция (Sverigetopplistan)             | 27             | 3 недели           |
|           |                                        |                |                    |
| 2007      | Шотландия (Scottish Albums Chart)      | 97             | 1 неделя           |
|           |                                        |                |                    |
| 2011      | Великобритания (Physical Albums Chart) | 88             | 1 неделя           |
| 2011      | Великобритания (UK Albums Chart)       | 100            | 1 неделя           |
| 2011      | Шотландия (Scottish Albums Chart)      | 77             | 1 неделя           |

| Год  | Хит-парад                              | Высшая позиция | Пребывание в чарте |
| ---- | -------------------------------------- | -------------- | ------------------ |
| 2023 | Бельгия/Валлония (Ultratop)            | 131            | 1 неделя           |
| 2023 | Бельгия/Фландрия (Ultratop)            | 163            | 1 неделя           |
| 2023 | Великобритания (Albums Chart Update)   | 21             | 1 неделя           |
| 2023 | Великобритания (Album Downloads Chart) | 50             | 1 неделя           |
| 2023 | Великобритания (Albums Sales Chart)    | 7              | 2 недели           |
| 2023 | Великобритания (Physical Albums Chart) | 7              | 3 недели           |
| 2023 | Великобритания (UK Albums Chart)       | 86             | 1 неделя           |
| 2023 | Германия (Offizielle Top 100)          | 11             | 2 недели           |
| 2023 | Ирландия (Irish Albums Chart)          | 27             | 1 неделя           |
| 2023 | Нидерланды (Album Top 100)             | 81             | 1 неделя           |
| 2023 | Швейцария (Schweizer Hitparade)        | 27             | 1 неделя           |
| 2023 | Швеция (Sverigetopplistan)             | 35             | 1 неделя           |
| 2023 | Шотландия (Scottish Albums Chart)      | 7              | 1 неделя           |
| 2023 | Япония (Billboard Japan)               | 59             | 1 неделя           |

## Сертификации
| Регион                                                      | Сертификация | Продажи  |
| ----------------------------------------------------------- | ------------ | -------- |
| Великобритания (BPI)                                        | Платиновый   | 300 000^ |
| Великобритания (BPI) · 2007 DVD                             | Золотой      | 25 000^  |
| Ирландия (IRMA)                                             | Золотой      | 25 000   |
| ^ Данные о тиражах приведены только на основе сертификации. |              |          |